# Eriococcus apiomorphae
Eriococcus apiomorphae är en insektsart som beskrevs av Fuller 1897. Eriococcus apiomorphae ingår i släktet Eriococcus och familjen filtsköldlöss. Inga underarter finns listade i Catalogue of Life.